# يزيد بن أسيد السلمي
يزيد بن أسيد زافر بن أبي أسماء بن أبي السيد بن منقذ بن مالك بن عوف بن إمرئ القيس بن بهثة بن سليم، من بني سليم بن منصور وكان يزيد هذا من القادة المعروفين في دولة بني العباس

## نبذه
تولى يزيد بن أسيد السلمي أرمينيا في عهد الخليفة العباسي أبو جعفر المنصور وتولاها لإبنه المهدي العباسي كذالك، وغزا الروم سنة 158هـ واستولى على حصون من ناحية قاليقلا سنة 162هـ وكانت أمه نصرانية . وهو الذي فضل الشاعر ربيعة الرقي عليه يزيد بن حاتم الأزدي في الكرم في قوله من أبيات مشهورة متداولة على ألسنة الناس :
لشتان مابين اليزيدين في الندى
يزيد سُلــيم والأغر ابن حاتم
فهم الفتى الأزدي إتلاف ماله
وهم الفتى القيسي جمع الدراهم

## من اخباره
- عزل المنصور يزيد بن أسيد عن الجزيرة، وولى أخاه العباس، فعسف العباس على يزيد، فقال يزيد لأبي جعفر : يا أمير المؤمنين، إن أخاك أساء عزلي وشتم عرضي فقال أبو جعفر : يايزيد، اجمع بين إحساني وإساءته يعتدلان، فقال يزيد : ياأمير المؤمنين، إذا كان إحسانكم جزاء لإساءتكم كانت الطاعة منا تفضلا .
- في سنة 155هـ خرج يزيد بن أسيد السلمي، لغزو دان قشة وهي بأطراف بحر الخزر وغزا الروم في الصائفة سنة 157هـ كذالك .

## قصة هجاء ربيعة الرقي له
قال أبو دعامة: هجا الشاعر ربيعة بن ثابت الرقي يزيد بن أسيد السلمي وكان يزيد جليلا ومقربا عند المنصور والمهدي وفضل عليه يزيد بن حاتم قلت لربيعة ياأباشبابة ماحملك على أن هجوت رجلا من قومك وفضلت عليه رجلا من الأزد فقال أخبرك، أملقت فلم يبق لي شيء إلا داري فرهنتها على خمس مئة درهم ورحلت إليه إلى أرمينيا فأعلمته ذلك ومدحته وأقمت عنده حولا فوهب لي خمس مئة درهم فتحملت وصرت بها إلى منزلي فلم يبقي معي كبير شيء فنزلت في دار بكراء فقلت لو أتيت يزيد بن حاتم ثم قلت هذا ابن عمي فعل بي هذا الفعل فكيف غيره ثم حملت نفسي على أن أتيته فأعلم بمكاني فتركني شهرا حتى ضجرت فأكريت نفسي من الحمالين وكتبت بيتا في رقعة وطرحتها في دهليزه والبيت هو :
أراني ولا كفران لله راجعا
بخفي حنين من يزيد بن حاتم
فوقعت الرقعة في يد حاجبه فأوصلها إليه من غير علمي ولاأمري فبعث خلفي فلما دخلت عليه قال هيه أنشدني ماقلت فتمنعت فقال والله لتنشدني فأنشدته فقال والله لا ترجع كذلك ثم قال انزعوا خفيه فنزعا فحشاهما دنانير وأمر لي بغلمان وجوار وكسا أفلا ترى لي أن أمدح هذا وأهجو ذاك قلت بلى والله ثم قال وسار شعري حتى بلغ الخليفة المهدي فكان سبب دخولي إليه .

## وفاته
توفي يزيد بن أسيد السلمي سنة 162هـ، وقد تأمر ابنه أحمد بعده أيضاً لدى العباسيين .

## المرجع
- تاريخ الطبري
- كتاب ( بنو سليم ) لعبد القدوس الأنصاري